# XXVI wiek p.n.e.

XXVI wiek p.n.e.

XXVIII wiek p.n.e. XXVII wiek p.n.e. XXVI wiek p.n.e. XXV wiek p.n.e. XXIV wiek p.n.e.

## Zmarli
- około 2600 p.n.e. – Dżoser, władca egipski z III dynastii
- około 2528 p.n.e. – Cheops, władca egipski z IV dynastii

## Wydarzenia na Świecie
Wydarzenia w Europie
Wydarzenia w Azji
- około 2600 p.n.e. – w dolinie Indusu powstają miasta
- 2600 – 2500 p.n.e. – bogato wyposażone groby ze śladami ofiar z ludzi na Cmentarzu Królewskim w Ur (Sumer)

Wydarzenia w Afryce
- około 2575 p.n.e. – faraon Snofru zakłada czwartą dynastię w Egipcie
- około 2550 p.n.e. – budowa wielkiej piramidy Cheopsa w Gizie
- około 2520 p.n.e. – władcą Egiptu zostaje Chefren, który rezygnuje z koncepcji boga-faraona na rzecz koncepcji faraona syna boga

Wydarzenia w Ameryce
- około 2600 p.n.e. – na południowoamerykańskich wybrzeżach Pacyfiku powstają monumentalne ośrodki ceremonialne tzw. tradycji Aspero

Wydarzenia w Australii